# Stefan Bauer (Vibraphonist)

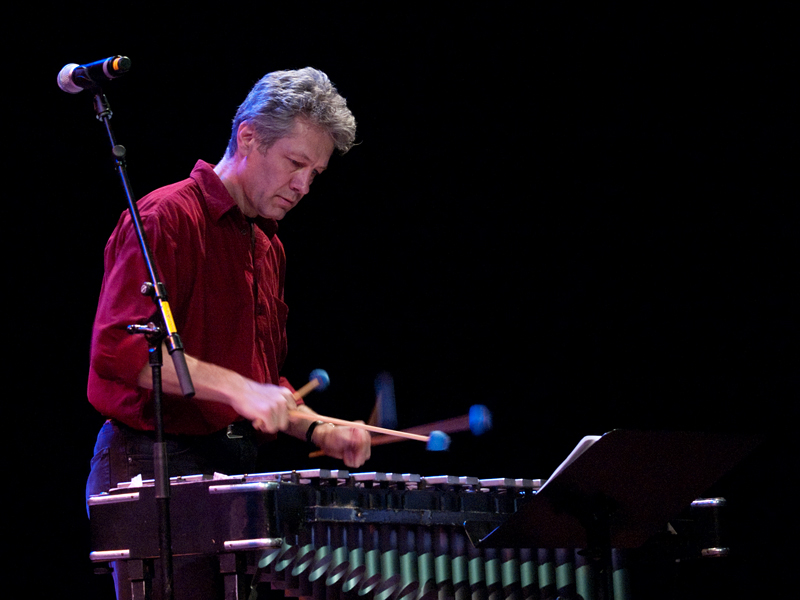
Stefan Bauer, Moers Festival 2006

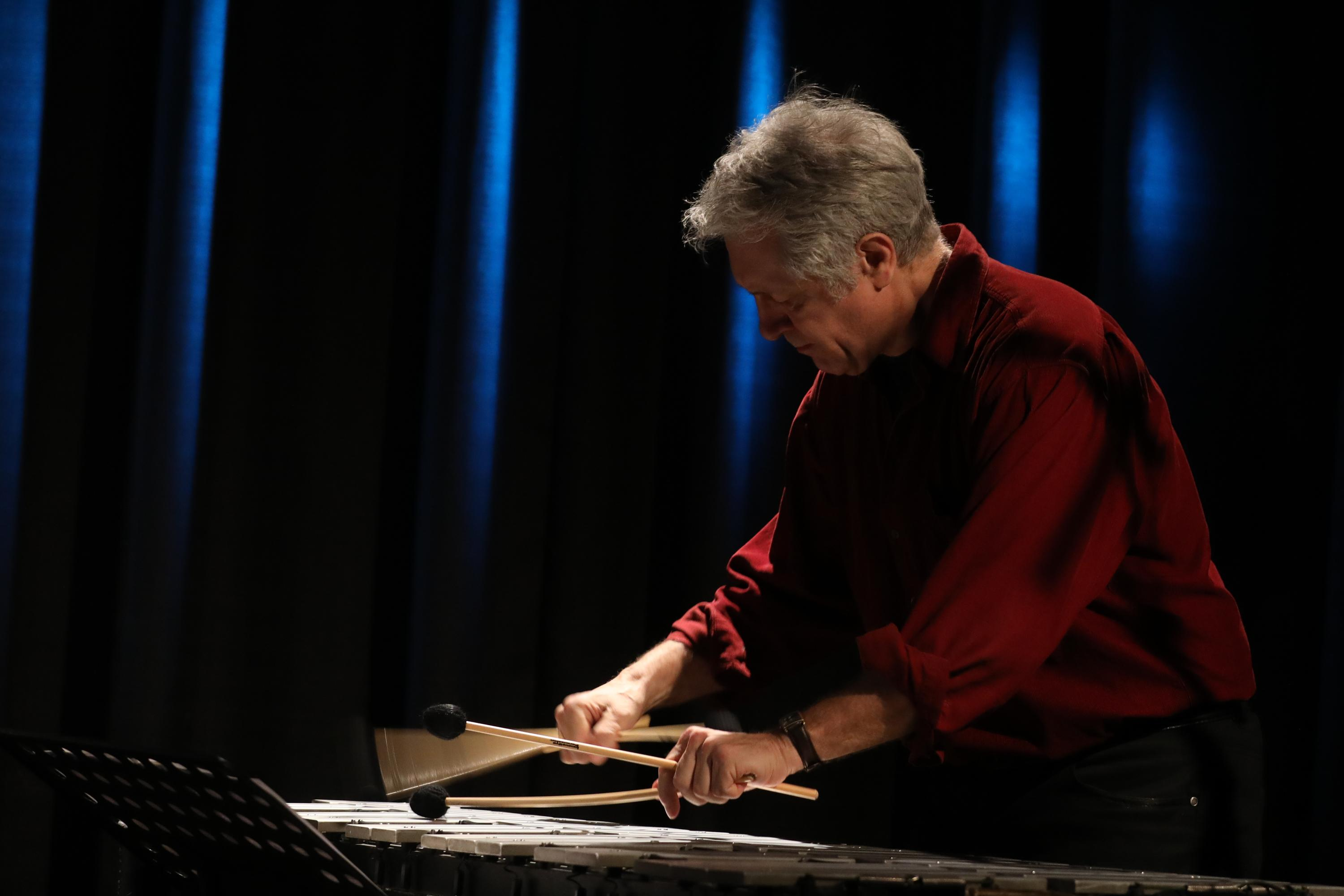
Stefan Bauer am 6. Februar 2018 in der www.Jazz-Schmiede.de, Düsseldorf

Stefan Bauer (* 14. Dezember 1956 in Recklinghausen) ist ein deutscher Jazzmusiker (Vibraphon, Marimba, Komposition). Seine Musik wird auch zum Creative Jazz gezählt.

## Leben und Wirken
Bauer, der seit seinem 15. Lebensjahr in lokalen Jazzbands als Pianist tätig war und in Konzertensembles Posaune spielte, studierte zwischen 1975 und 1978 Posaune an der Musikhochschule Dortmund und trat mit Reinhard Glöder auf. Seit 1976 befasste er sich autodidaktisch mit dem Vibraphon. Ab 1977 stand ihm David Friedman als Mentor zur Seite. 1978 verbrachte er den Sommer am Berklee College of Music und nahm anschließend an der Hochschule für Musik und Theater Hamburg bei Wolfgang Schlüter und Tom van der Geld Unterricht im Rahmen des Modellversuchs Popularmusik.
In den 1980er Jahren gründete Bauer eigene Formationen mit Musikern wie Christof Lauer, Michael Kersting, Gunnar Plümer, Achim Krämer und anderen. Sein Quartett mit Matthias Nadolny, Tim Wells und Thomas Alkier unternahm Tourneen mit Eje Thelin und spielte mit Norma Winstone mehrere Konzerte. Er arbeitete auch mit Rachel Gould, der Uli Beckerhoff Group, Theo Jörgensmann, dem Vienna Art Orchestra, der NDR Bigband, dem Doug Hammond Trio, Eckard Koltermanns Collage 11, Thomas Hufschmidt und in WDR Produktionen u. a. mit Vinny Golia, Klaus König und David Lopatos Gamelan Project. Daneben tourte er mit der NDW-Band Palais Schaumburg.
1984 gründete Bauer mit Christoph Haberer das Ensemble Drümmele Maa, mit dem er in Europa, Afrika und später mit Ramesh Shotham in Indien auf Tournee war und auch gemeinsam mit Greetje Bijma und der Kölner Saxophon Mafia auftrat. Im Rahmen der Olympischen Sommerspiele 1988 gab er ein Solokonzert in der Kunstdisco in Seoul.
Im Jahr 1990 übersiedelte Bauer nach Kanada, wo er mit Musikern wie Larry Roy, Knut Haugsoen, Marilyn Lerner und Bernie Senensky zusammenarbeitete. Sein Album Best of Two Worlds (mit Tim Hagens, Mick Goodrick, Jim Vivian und Adam Nussbaum), das er 1996 auf dem JazzFest Berlin vorstellte, wurde 1998 für den Juno Award nominiert, das Album Summer’s Embrace für den Prairie Award. Mit seiner Weltmusik-Gruppe Lingo gastierte er 1999 auf verschiedenen kanadischen Festivals sowie in San Francisco, dort mit Claudio Puntin und Marcio Doctor. CBC/Radio-Canada widmete ihm in seiner Reihe Global Village ein Künstlerporträt.
2001 zog Bauer nach Brooklyn, New York City. Von dort begab er sich 2002 auf eine Tournee mit dem Flötisten Michael Heupel und dem Perkussionisten Todd Isler in vier afrikanische Länder. In seiner 2006 gegründeten Gruppe Voyage arbeitete er neben den ständigen Mitgliedern, dem Saxophonisten Chris Bacas und den Sängerinnen Michal Cohen und Tammy Scheffer, u. a. auch mit Ugonna Okegwo, Ted Poor, Judi Silvano und Gerry Hemingway, Pepe Berns und Roland Schneider zusammen.
Weitere nennenswerte Projekte unter Bauers Mitwirkung waren Konzerte mit der WDR Big Band im Jahr 2010 als Komponist und Solist, geleitet von Ansgar Striepens, Duo-Konzerte mit Vadim Neselovskyi, Tourneen mit Drori Mondlak und Karolina Strassmayer, mit Sigurður Flosason und der Reykjavik Big Band in Island mit John Hollenbeck, eine Tournee mittelamerikanischer Länder, Konzerte mit dem Luther-Projekt des Blockflötenensembles Flautando Köln und Schauspieler Martin Brambach, Konzerte mit dem Cologne Contemporary Jazz Orchestra mit Bauers Musik, arrangiert und geleitet von Ansgar Striepens, verschiedene Tourneen und Konzerte mit Voyage in New York City, Kanada und Deutschland unter anderem mit Yonga Sun, Konzerte in Kanada mit Daniel Koulack, dem Winnipeg Jazz Orchestra, Organic Earfood mit Bernie Senensky und Peter Baumgärtner, dem in Brooklyn ansässigen Relative Motion Trio mit David Bindman und Michael Sarin und im Duo mit Michael Heupel (Jazz-Festivals Hilden, Vibraphonissimo / Nürnberg, Hömma Festival / Duisburg u. a.).
Bauer unterrichtete Vibraphon, Piano und Theorie an verschiedenen Institutionen, wie der Folkwang Hochschule Essen, Musikschule Münster, der University of Manitoba und der Brandon University, dem Mallet Institute Düsseldorf, dem Brooklyn Conservatory.

## Diskographische Hinweise
- Drümmele Maa: Villa Rhododendron (JazzHausMusik 1986, mit Christoph Haberer, Fried Bauer, Michael Peters)
- Larry Roy/Marilyn Lerner: Quarter to three (Justin Time Records 1992, mit Mike Downes, Peter Erskine)
- Best of Two Worlds (Jazzline 1996, mit Mick Goodrick, Tim Hagans, Jim Vivian, Adam Nussbaum)
- Coast to Coast (Igmod 1997, mit Kenny Wheeler, Bernie Senensky, Jim Vivian, Barry Romberg)
- Silent Witness (Page Music 1999, mit (auf unterschiedlichen Stücken) Charlie Mariano, Matthias Nadolny, Ramesh Shotham, Christoph Haberer, Volker Heinze, Thomas Alkier)
- Lingo (JazzHausMusik 2001, mit Claudio Puntin, Marcio Doctor)
- Voyage (Jazzhausmusik 2008, mit Michal Cohen, Chris Bacas, Ugonna Okegwo, Ted Poor)
- Geographia (JazzHausMusik 2013, mit Chris Bacas, Michal Cohen, Pepe Berns, Roland Schneider, sowie Karolina Strassmayer, Christoph Haberer)
- Stefan Bauer & Michael Heupel: Tête-à-Tête (JazzHausMusik 2022)
- Senensky / Bauer / Baumgärtner Organic Earfood (Jazzsick 2022)[4]

## Lexigraphische Einträge
- Martin Kunzler: Jazz-Lexikon. Band 1: A–L (= rororo-Sachbuch, Band 16512). 2. Auflage. Rowohlt, Reinbek bei Hamburg 2004, ISBN 3-499-16512-0.